# Boris Grigorjan
Boris Tigranovič Grigorjan (rusky Борис Тигранович Григор(ь)ян; 26. března 1928 – 12. října 1995) byl sovětský marxisticko-leninský filosof a historik filozofie, doktor filosofických věd.

## Životopis
V roce 1952 absolvoval Státní institut mezinárodních vztahů v Moskvě. V letech 1957–1959 byl vědeckým redaktorem Velké sovětské encyklopedie. V roce 1965 nastoupil do Filozofického ústavu Akademie věd SSSR, kde byl od roku 1974 vedoucím odboru pro kritiku moderní buržoazní filosofie západních zemí.

## Publikace
- Неокантианство. М., 1962.
- Социология религии или апология религии? М., 1962.
- Философия о сущности человека. М., 1973.
- Философская антропология. М., 1982.
- Человек, его положение и призвание в современном мире. М., 1986.

Překlady do češtiny
- GRIGORJAN, B. T. Filozofie o podstatě člověka (původním názvem: Философия о сущности человека, Filosofija o suščnosti čeloveka). 1. vyd. Praha: Mladá fronta, 1977. 160 s. (Most ; Sv. 14).
- GRIGORJAN, Boris. Filosofická antropologie. In: MITROCHIN, L. N.; OJZERMAN, T. I.; ŠERŠENKO, L. N. Buržoazní filozofie 20. století. 1. vyd. Praha: Svoboda, 1977. S. 177–197.